# 河村喜典
河村 喜典（かわむら よしぶみ、1915年12月27日 - 2010年5月25日）は、日本の経営者。三共株式会社（現第一三共）代表取締役社長・会長。

## 人物
1915年12月27日山口県生まれ。豊浦中学校、第五高等学校を経て、東京帝国大学法学部卒業。
サラリーマン社長ながら1975年から25年間の長期にわたって三共株式会社社長を務め、抗炎症剤ロキソニンや高脂血症治療剤メバロチンなどを大型製品に育てた。1997年、勲二等旭日重光章受章。2000年に代表取締役会長に就任するが、同年、取締役である息子の不祥事によって会長を退任する。2011年5月25日死去、95歳。